# Dorrigo
Dorrigo (pronunciado /ˈdɔrɛɡəʊ/) es una localidad situada en el este de Australia, en el estado de Nueva Gales del Sur, a 580 km al norte de Sídney. Se ubica en las Mesetas del Norte y pertenece al Área de Gobierno Local de Bellingen. Es conocido por el Parque nacional de Dorrigo. 